# Radiofar omnidireccional en VHF
|  | «VOR» redirigeix aquí. Vegeu-ne altres significats a «Vertemati». |

Un radiofar omnidireccional en VHF (VOR en l'acrònim anglès: VHF omnidirectional range" és una radioajuda a la navegació que utilitzen les aeronaus per seguir en vol una ruta preestablerta. Generalment hi ha una estació terrestre VOR a cada aeroport.
Aquest sistema va ser desenvolupat als Estats Units el 1937 i implementat el 1946. El VOR és el sistema estàndard de navegació aèria tant per l'aviació comercial com la general. Tot i això actualment s'està ampliant l'ús de sistemes de navegació per satèl·lit com el GPS.

## Precisió
La precisió predictible d'un VOR és ± 1,4°. No obstant això, dades de prova indiquen que el 99,94% del temps amb un sistema VOR té menys a ± 0,35° d'error. Els sistemes VOR són internament monitorats i comuniquen qualsevol error de l'estació que excedeixi 1,0°.
La norma ARINCO 711-10 del 30 de gener de 2002 estableix que la precisió del receptor hauria d'estar dins de 0,4º amb una probabilitat estadística del 95% sota diverses condicions. Qualsevol receptor compleix amb aquest estàndard bé o sol excedir-se.

## Principi de funcionament
L'antena VOR de l'estació emet un senyal de radiofreqüència VHF en totes direccions, que és rebuda per l'equip VOR de qualsevol aeronau que es trobi dins del rang d'abast (màx. uns 320 km de fins a 37.500 peus d'alçada sobre l'estació) i tingui sintonitzada la freqüència d'aquesta estació (que pot variar de 108,00 a 117,95 MHz modulada en AM).

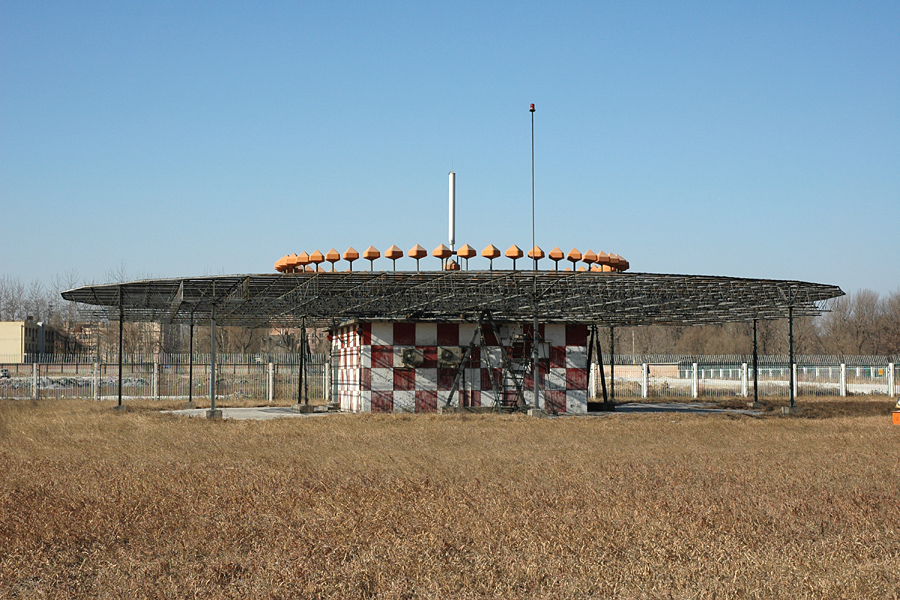
Estació de terra D-VOR (Doppler VOR), amb DME.

La radiofreqüència emesa per un VOR conté o està modulada per tres senyals. Una és la identificació de l'estació en codi Morse, que permet al pilot identificar l'estació. Les altres dues són ones sinusoidals de 30 Hz les fases varien entre si. Se'ls anomena senyal de referència i senyal variable respectivament. La referència manté sempre el seu fase constant, mentre que la variable canvia la seva fase segons la direcció en què sigui emesa. Aquesta direcció es mesura com un azimut, és a dir, es divideix en 360 graus al voltant de l'antena VOR comptant en sentit horari a partir del nord magnètic terrestre, punt en el qual el senyal de referència i la variable tenen fase idèntica. D'aquesta manera es pot visualitzar una antena VOR com el punt des del qual parteixen 360 línies de direcció, a les quals se'ls anomena radials.
L'equip VOR a l'aeronau rep el senyal VOR i desmodula els seus tres senyals. Compara el senyal de referència amb la variable i determina la diferència de fase entre les dues. D'aquesta manera pot conèixer en quin radial del VOR sintonitzat es troba l'aeronau respecte al nord magnètic terrestre.
Una altra manera de veure-ho és que el radial obtingut per l'equip VOR de l'aeronau, és l'angle de desplaçament entre el nord magnètic i l'aeronau, mesurat des de l'antena de l'estació terrestre VOR.

### Radiofar
El sistema VOR s'encarrega de transmetre el senyal/informació a través de radiofars. Un radiofar és una estació de ràdio situada en una posició perfectament geolocalitzades, que fa possible localitzar la posició relativa i/o la direcció de l'estació receptora Hi ha dos tipus fonamentals de radiofars:
- Radiofars no direccionals (NDB, Non directional Beacons) amb goniòmetres automàtics (ADF, Automatic Direction finders)
- Sistemes de senyal compost, format per estacions emissores de ràdio que envien de forma automàtica i contínua senyals, que permeten determinar la direcció i/o l'abast fent ús de la informació continguda en el senyal (sistema VOR)

### Comparació amb les NBDs
Els radiofars no direccionals tenen un avantatge principal sobre el sistema VOR: són més sofisticat. Els senyals del sistema NDB (no direccional) segueixen la curvatura de la Terra, de tal manera que es poden detectar a major distància i menor alçada. El desavantatge del sistema NDB enfront del sistema VOR és la seva major sensibilitat a les condicions atmosfèriques, a la presència de terreny muntanyós, a la refracció a la costa i a les tempestes elèctriques, especialment a distàncies considerables del radiofar.

## Funcionament del sistema VOR
El sistema VOR determina l'angle θ entre la direcció que uneix l'aeronau amb l'estació VOR i la direcció del Nord Magnètic, indicant així, la direcció de l'avió al transmissor, i definint la línia de posició (LOP) o radial. La intersecció de dos radials determina la posició de l'aeronau. Conegut l'angle de VOR i la distància a aquest (per exemple: Mitjançant la radioajudes DME), és possible calcular la distància lateral (o Cross Track Error, XTE) entre l'avió i les aerovies.
El radiofar VOR-N funciona a la banda de freqüències de 112-118 MHz La freqüència assignada a cada estació VOR s'anomena canal (120 en total). La separació entre canals adjacents és d'almenys 50 kHz. VOR-T opera a la banda de 108-112 MHz, amb 80 canals separats per 50 kHz. El VOR-T proporciona els mateixos serveis en les rutes d'aproximació de l'aeroport, amb més precisió angular (0.5º enfront dels 2º típics del VOR-N).
A aquestes freqüències la propagació és pràcticament en línia recta, requereix tenir el radiofar dins de la línia visual, ja que l'ona de superfície és massa feble. El que limita l'abast a causa de la curvatura de la terra en funció de l'altura de l'avió. Si R és el radi de la terra, d l'abast i h l'altura de l'avió es verifica que:
{\displaystyle R^{2}+d^{2}=(R+h)^{2}+2Rh}
Tenint en compte que h és molt menor que R, es pot menysprear davant 2Rh, de manera que resulta (dih en quilòmetres):
{\displaystyle d={\sqrt {2Rh}}={\sqrt {12732h}}=113{\sqrt {h}}}
Aplicant aquesta fórmula per a una alçada de 10 km s'obtenen un abast de 357 km.
La normativa OACI (Organització d'Aviació Internacional) estableix una cobertura òptima de VOR per a estacions distanciades uns 200 km. amb potències d'emissió de 200 W per al VOR en ruta i de 50 W per al VOR-T (VOR Terminal, que serveix d'ajuda a la navegació i l'aproximació).
En teoria aquest abast és independent de la potència (sempre que aquesta sigui suficient per assegurar el mínim camp induït de 90 microvolts per metre a l'avió, exigit per l'OACI). L'abast pràctic és millor que el teòric i és funció de la potència emesa, pel fet que l'ona emesa tendeix a seguir la discontinuïtat dielèctrica entre la terra i l'aire (formant una ona terrestre guiada).

## Diagrama de radiació VOR
L'antena transmissora VOR convencional té un diagrama de radiació compost que consisteix d'una part no direccional més dos component amb forma de vuit, que resulten en un diagrama amb forma de cardioide. La polarització és horitzontal. El cardioide resultant trencada electrònicament a una velocitat angular de 30 voltes per segon ({30 Hz), la qual cosa s'aconsegueix amb una modulació en amplitud a 30 Hz dels components en forma de vuit que té un desfasament relatiu de 90°. Un receptor en la direcció a rep un senyal dependent de la direcció, que després de ser demodulador és una funció lineal de α. El senyal ve donat per:
{\displaystyle v_{VOR}=\cos(w_{c}t)+a\cos(w_{c}t)\cos(w_{m}t)\cos(} α {\displaystyle )+a\cos(w_{c}t)\sin(w_{m}t)\sin(} α {\displaystyle )}
{\displaystyle v_{VOR}=\cos(w_{c}t)[1+a\cos(w_{m}t-} α {\displaystyle )]}
On a # 0,3 és l'amplitud de les antenes amb diagrama de radiació en forma de 8 davant l'omnidireccional, wm/(2π) = 30 Hz i wc és la freqüència de la portadora.

### Senyal
El VOR opera a la banda de 108-118 MHz (VHF), amb 200 canals espaiats 50 kHz. Transmet, sobre una portadora de VHF amb polarització horitzontal, dos senyals:
- Un senyal de referència omnidireccional de 30 Hz
- Un senyal variable amb la direcció (o rotatòria) de 30 Hz La fase d'aquest senyal depèn de la direcció en què es trobi el receptor.

La mesura de l'angle θ o angle VOR, es fonamenta en la comparació de la fase entre els dos senyals de 30 Hz L'estació de terra radia un patró cardiode que trencada a 30 revolucions/s, generant una ona sinusoidal a 30 Hz en el receptor de l'avió (senyal variable). L'estació de terra també radia un senyal omnidireccional, modulat en freqüència amb un to de 30 Hz fix (senyal de referència). L'avió coneix el seu "marcatge" o angle respecte al nord, θ, per la diferència de fase entre el senyal de referència i el senyal variable. L'angle, serà màxim quan l'eix longitudinal de l'avió està alineat amb l'estació VOR.
El senyal variable modula en amplitud directament a la portadora, mostrant a més una modulació espacial en fase. Com necessitem un senyal de referència a 30 Hz i no es pot afegir una altra modulació AM a la portadora a 30 Hz (ja està ocupada pel senyal variable), s'empra una subportadora a 9960 Hz Aquesta subportadora es modula en freqüència amb un si a 30 Hz (donant un ample de modulació FM de ± 480 Hz L'índex de modulació FM β és 16). La subportadora modulada de 9960 Hz modula al seu torn, en AM, a la portadora, amb una profunditat de modulació del 30%. A més, la portadora està modulada al 10% en amplada per un codi Morse f (t) a fi = 1020Hz. Aquest codi Morse fa d'identificació, emetent dues o tres vegades per minut.
{\displaystyle v_{VOR}=\cos(w_{c}t)} [1+a {\displaystyle \cos(w_{m}t)-} α {\displaystyle )}+b {\displaystyle \cos(w_{u}t}+β {\displaystyle \cos w_{m}t)}+f (t) {\displaystyle \cos w_{i}t}]

### Emissors

#### Convencionals
L'emissora VOR més senzilla genera la modulació espacial mitjançant tres antenes: un parell de dipols creuats (ortogonals entre si) i una antena de bucle omnidireccional. El diagrama de radiació d'un dipol té forma de vuit. Els dos dipols creuats formen un angle de 90 º, de manera que un dels diagrames de radiació anirà amb sin θ i l'altre amb cos θ:
{\displaystyle V_{1}} (θ) = {\displaystyle V_{E}\cos } (θ)
{\displaystyle V_{2}} (θ) = {\displaystyle V_{E}\sin } (θ)
Cada antena del dipol creuat és alimentada amb un senyal semblant anomenat SBO (SideBands Only), amb un desfasament de 90°:
{\displaystyle E_{1}=E_{0}\cos } (2π {\displaystyle f_{VOR}} t) {\displaystyle \cos } (2π {\displaystyle f_{P}} t)
{\displaystyle E_{2}=E_{0}\sin } (2π {\displaystyle f_{VOR}} t) {\displaystyle \cos } (2π {\displaystyle f_{P}} t)
{\displaystyle f_{P}} en l'interval [108.119,75] MHz
{\displaystyle f_{VOR}} = 30 Hz
El senyal de radiofreqüència és la suma en l'espai dels senyals emesos pels dos dipols creuats:
E α {\displaystyle \cos } (2π {\displaystyle f_{P}} t) [{\displaystyle \sin } (2π {\displaystyle f_{VOR}} t) {\displaystyle \cos } (θ)+{\displaystyle \cos } (2π {\displaystyle f_{VOR}} t) {\displaystyle \sin } (θ) = {\displaystyle \cos } (2π {\displaystyle f_{P}} t) [{\displaystyle \sin } (2π {\displaystyle f_{VOR}} t+θ)]
El senyal complet en l'espai es té quan se suma un senyal de portadora emès per l'antena de bucle. Aquest senyal és omnidireccional i, per tant, no depèn de θ. L'equació del senyal complet:
E α {\displaystyle \cos } (2π {\displaystyle f_{P}} t) [1+{\displaystyle \sin } (2π {\displaystyle f_{VOR}} t+θ)]
L'equació del senyal, es correspon a un patró de radiació cardioide amb eix girant a una freqüència de rotació de fvor = 30 revolucions/s, és a dir, la modulació espacial buscada. A la pràctica es fan servir dos parells d'antenes de bucle de Alford. Els patrons de radiació són els mateixos però produeixen una polarització totalment horitzontal.

#### Emissor VOR-Doppler
El multicamí o multipath és la principal font d'error dels sistemes VOR. Una manera de corregir és utilitzar antenes més gran, més direccionals, i una altra és utilitzar el fet que els senyals FM són menys sensibles a les reflexions que les PM. El VOR Doppler o Dvor és una millora de precisió al VOR Convencional CVOR (precisió de 0,5º davant 2º respect.). Dvor es veu menys afectat per les reflexions d'obstacles prop de les antenes.
L'antena Dvor es compon d'una circumferència formada per 26 parelles d'antenes de dipol i una antena de dipol (omnidireccionals) al centre. A cada instant només hi ha 3 antenes alimentades, la central (o referència) i una parella. Connectant seqüencialment les antenes d'una agrupació podem simular una antena que gira i produeix una modulació en FM sintètica deguda al desplaçament Doppler. Una antena del parell transmet a fp+9960 Hz i l'altra a fp-9960 Hz La commutació del parell actiu es realitza de manera que des del receptor el Dvor es veu com un parell giratori d'antenes a fvor = 30 revolucions/s.
El desplaçament Doppler aconseguit amb la rotació aparent és:
Δf = v/λ = {\displaystyle w_{VOR}} · a · sin (θ)/λ
Δf = 2π {\displaystyle f_{VOR}} · a · sin (θ) · {\displaystyle f_{P}}/c
v la velocitat de l'antena en la direcció de l'observador (aeronau).
c la velocitat de la llum (3 × 108 m/s)
a el radi de la circumferència (6.76 m)
{\displaystyle f_{VOR}} = 30 Hz la freqüència de rotació aparent de l'antena (30 Hz)
{\displaystyle f_{P}} la freqüència de la portadora de VHF
En el receptor se suma el senyal de l'antena que s'allunya i de l'antena que s'acosta, cadascuna amb un desplaçament Doppler diferent (± (Vsenθ/λ) respectivament). El senyal suma resultant és una subportadora en 9960 Hz, modulada en freqüència segons l'expressió:
{\displaystyle s_{var,Dvor}=\cos } [2π {\displaystyle f_{SP}} t)+Δf {\displaystyle \cos } (2π {\displaystyle f_{SP}} t+θ)] {\displaystyle \sin } (2π {\displaystyle f_{P}} t)
{\displaystyle f_{SP}} = 9960 Hz
Δf = 2π · a/λ
Al senyal de subportadora, en el receptor, se li afegeix el senyal rebut de l'antena central:
{\displaystyle s_{REF,Dvor}} = 1+30/100 · {\displaystyle \cos } ({\displaystyle w_{VOR}} t) {\displaystyle \sin } (2π {\displaystyle f_{P}} t)
Per assegurar la compatibilitat amb el receptor, és obligatori que el desplaçament doppler rebut de cada antena perifèrica sigui Δf = 480 Hz Per la banda de freqüències de portadora del VOR això fixa el radi de la circumferència a 6.76 m.

### Receptors VOR

#### Diagrama de blocs
- La part de RF és un doble receptor AM//FM connectat a un comparador de fase. La sortida es filtra per obtenir els quatre canals d'informació.
- El canal de veu i el d'identificació proporcionen el senyal als amplificadors corresponents d'àudio.
- El canal de referència s'obté mitjançant un demodulador FM compost per un filtre pel senyal de 9960 Hz que modulava a la portadora en amplitud. Un discriminador FM obté d'aquesta subportadora el senyal de 30 Hz de referència.
- Un altre filtre de 30 Hz obté el senyal variable espacialment, obtinguda per modulació espacial per l'antena giratòria a terra.

La diferència de fase entre el senyal variable i el de referència, dona una direcció no ambigua, és la marcació des del VOR.
El receptor VOR és el mateix es tracta d'un senyal Dvor o CVOR, ja que en ambdós sistemes el receptor fa les mateixes funcions, calcular l'angle d'orientació respecte a l'emissora VOR, θ, a partir de la diferència de fase entre el senyal FM (transportat per la subportadora de 9960 Hz) i el senyal d'AM (transportat per la portadora VHF).

#### Indicadors Vor
Hi ha tres tipus d'indicadors:
- CDI (Course Deviation Indicator)

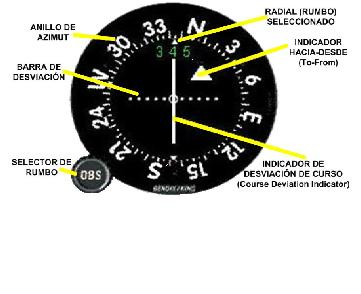
Indicador CDI.

Compost per una rosa dels vents (una marcació de rumb magnètic) i una agulla indicadora de direcció cap a l'emissora VOR. L'agulla es desplaça cap a la dreta o cap a l'esquerra (com un pèndol), indicant la direcció a seguir per tornar al rumb seleccionat.
La barra de desviació està marcada en segments de 2n. A més apareix un indicador TO (cap) o FROM (des) per al sentit de la direcció a l'estació VOR. La roda OBS (OmniBearing Selector o Selector de Rumbo) serveix per girar l'anell, de manera que el pilot pugui seleccionar un rumb VOR respecte del que es vola CAP (TO) o DES (FROM).
- HSI (Horitzontal Situation Indicator) : És considerablement el més car i complex dels indicar VOR que existeixen. Combina la informació de text, amb un display de navegació, on es reprodueix la informació d'una manera més col·loquial.
- RMI (Ràdio Magnetic Indicator) : Previ a l'indicador HSI, caracteritzat per una fletxa superposada en un tauler rotatori que mostra la posició actual de l'aeronau a la part superior de l'esfera dibuixada al tauler. La punta de la fletxa assenyala la trajectòria estació de tren, mentre que la cua de la fletxa assenyala una trajectòria oposada. Ambdues trajectòries es diferencien en 180°

#### Exactitud
Es té com a meta que l'exactitud del receptor sigui de 0,4 graus amb una fidelitat del 95%. L'exactitud absoluta del sistema VOR és aproximadament d'1,40. No obstant això, els tests de qualitat indiquen que amb un grau de fidelitat del 99,94% el sistema VOR té un error inferior a ± 0,35 º.

## Aplicacions on trobar el sistema VOR

### Vor/Dme

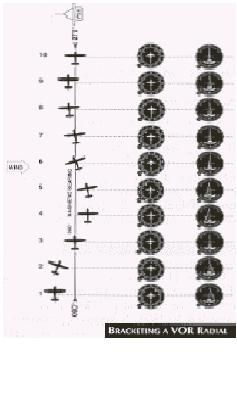
Encaminament de l'avió amb el sistema VOR/DME.

El sistema d'aerovies d'un país es recolza actualment en estacions combinades VOR-N/DME-N (N de navegació). Tècnicament la combinació es fa afegint una antena DME a l'antena central del Dvor (o adjuntant una antena DME al grup d'antenes CVOR). Si el VOR proporciona una indicació de rumb, el DME lliura una marcació de distància fins a l'estació, així com la velocitat i el temps estimat fins al sobrevol de l'estació. Amb aquestes dades el pilot pot ubicar amb precisió i seguir el rumb cap al VOR/DME: aquesta trajectòria es denomina "volar sobre les aerovies".
La sintonia d'un canal VOR/DME es realitza captant el senyal VHF del VOR. Hi ha una assignació fixa del canal DME corresponent a cada VOR de la carta de navegació pel que és possible, en el receptor, automatitzar la sintonia del DME: el pilot només ha de sintonitzar el canal VOR.

#### Tacan-Vor/Tac
El sistema destaquen ("Tactical Aid to Navigation") és una radioajudes de navegació militar, encara que pot usar-se per la navegació civil. És compatible amb el DME, de manera que es pot utilitzar directament per ell. El destaquen utilitza la polarització vertical i no és compatible per tant pel VOR, encara que es pot instal·lar al costat d'un VOR per formar una estació conjunta VOR/destaquen (VORTAC), en la instal·lació es col·loca l'antena del destaquen sobre la del VOR .
D'aquesta forma conjunta destaquen, DME i VOR, l'estació es pot fer servir pels avions equipats amb destaquen (en general els militars) i els equipats amb VOR/DME (civils i militars). En essència el destaquen és un DME modulat en modulació espacial (amb diagrama giratori) per obtenir el senyal variable especialment el VOR, i el senyal de referència s'emet en forma d'impulsos codificats.

## Ús pràctic
El VOR s'utilitza en la aeronàutica per navegar segons el vol IFR, sempre romanent en comunicació per ràdio amb un controlador de trànsit aeri (CTA). Els VOR solen anar acompanyats d'una altra radioajudes anomenada DME (Distance Measurement Equipment), que ajuda al pilot a conèixer la distància que hi ha entre l'aeronau i l'estació VOR-DME. Els DME, tot i que majoritàriament estan instal·lats a la mateixa caseta que el VOR i comparteixen una mateixa instal·lació d'antena (la del DME posada directament sobre la de la VOR), són equips completament independents del sistema VOR (a excepció del senyal d'identificació, que s'intercala en la del VOR). En sintonitzar el pilot la freqüència d'algun VOR en particular, automàticament també se sintonitza la freqüència de la seva DME associat, i tots dos compartiran la mateixa identificació en codi Morse.
Un exemple de freqüència i estació VOR-DME seria: RES (114,2 MHz) (i la seva transmissió en Morse: .-.. ...).

## Futur
Avui en dia molts d'aquests sistemes estan perdent puixança enfront dels sistemes tipus
GPS, més exactes i amb receptors molt senzills d'utilitzar. No obstant això, el baix cost dels sistemes ADF els manté en ús, al mateix temps que per exemple la sostenibilitat financera d'altres sistemes més cars com el VOR els compromet de manera creixent. A més el sistema de GPS estès, com el Local Area Augmentation System (laa) pretén utilitzar la mateixa banda de freqüències VHF que el VOR per transmetre el seu missatge de correcció. Això podria implicar el tancament de les instal·lacions VOR o el seu desplaçament a altres freqüències per evitar interferències.
Com passa amb altres formes de radionavegació aèria utilitzades actualment, és possible que el VOR sigui substituït per sistemes satelitales com el Sistema de posicionament global (GPS). El GPS és capaç de localitzar la posició horitzontal d'una aeronau amb un error de només 20 m. Si s'utilitza el GPS combinat amb el WAAS (Wide Area Augmentation System), l'error es redueix a un cub de 4 m de costat. Aquesta precisió instrumental s'aproxima (amb posicionament lateral i vertical) a la categoria I dels sistemes ILS actuals (Instrument Landing System). Refinaments posteriors inclouen l'laa (Local Area Augmentation System), que probablement permeti aproximacions equivalents a la categoria III del ILS, per pràcticament aterrar amb zero visibilitat. El laa està planejat per a utilitzar una banda de freqüència VHF per als seus missatges de correcció del GPS, la qual cosa requerirà que altres estacions terrestres de ràdio locals (radionavegació o freqüències de comunicació per veu) utilitzen freqüències diferents per evitar interferències.